# Phrynobatrachus scheffleri
Espèce
Synonymes
- Arthroleptis scheffleri Nieden, 1911

Statut de conservation UICN

 LC  : Préoccupation mineure
Phrynobatrachus scheffleri est une espèce d'amphibiens de la famille des Phrynobatrachidae.

## Répartition
Cette espèce se rencontre au Kenya, en Tanzanie et en Ouganda,.

## Étymologie
Cette espèce est nommée en l'honneur de Georg Scheffler.

## Publication originale
- Nieden, 1911 "1910" : Neue ostafrikanische Frösche aus dem Kgl. Zool. Museum in Berlin. Sitzungsberichte der Gesellschaft Naturforschender Freunde zu Berlin, vol. 1910, p. 436-441 (texte intégral).